# Jay-Roy Grot
Jay-Roy Jornell Grot (Arnhem, 13 maart 1998) is een Nederlands-Surinaams voetballer die doorgaans speelt als spits of als vleugelspeler. In maart 2025 verruilde hij Kashiwa Reysol voor Odense BK.

## Clubcarrière
Grot speelde in de jeugd van MASV, Vitesse 1892 en ESA Rijkerswoerd en op tienjarige leeftijd werd hij gescout door N.E.C. Gedurende zeven jaar werd hij opgeleid in Nijmegen en in de winterstop van het seizoen 2014/15 werd de aanvaller doorgeschoven naar de A1. In de zomer van 2015 tekende Grot zijn eerste verbintenis bij N.E.C., voor drie jaar. Tijdens de eerste speelronde in de Eredivisie mocht hij debuteren, toen op 12 augustus 2015 met 1-0 gewonnen werd van Excelsior door een doelpunt van Navarone Foor. Van coach Ernest Faber mocht de aanvaller in de zesentachtigste minuut invallen voor Christian Santos. Op 26 november 2016 maakte Grot zijn eerste twee doelpunten voor N.E.C. In het thuisduel met FC Twente (3-2 winst), zette hij zijn ploeg met twee goals op een comfortabele 2-0 voorsprong. Grot werd uiteindelijk uitgeroepen tot man van de wedstrijd. Op 28 mei 2017 degradeerde hij met N.E.C. naar de Eerste divisie. Grot speelde 35 wedstrijden voor N.E.C. en kwam daarin tot zes goals.
Op 24 augustus 2017 ondertekende Grot een contract tot medio 2021 bij het Engelse Leeds United dat uitkwam in het Championship. Op 26 augustus maakte Grot tegen Nottingham Forest zijn debuut voor de club. Hij maakte op 17 maart 2018 zijn eerste goal voor Leeds tegen Sheffield Wednesday. Leeds verhuurde de spits in juli 2018 voor één seizoen aan VVV-Venlo. Hij maakte op 11 augustus zijn debuut tegen Willem II. Op 22 september was hij tegen NAC Breda (3-0) goed voor zijn eerste goal en assist voor VVV. Hij speelde 33 wedstrijden voor VVV dat seizoen en kwam daarin tot zes goals en drie assists. 
Het seizoen erop nam Vitesse Grot op huurbasis over. Hij maakte zijn debuut voor zijn nieuwe werkgever op zaterdag 3 augustus tegen Ajax (2-2). Op 11 augustus maakte Grot zijn eerste officiële doelpunt voor Vitesse in de competitie, tegen Willem II (0-2). Op 7 maart 2020 scoorde hij in een thuiswedstrijd tegen FC Twente de enige en winnende treffer (1-0), waarbij hij zich verstapte en geblesseerd uitviel. Bij de daaropvolgende knie-operatie liep de aanvaller een bacteriële infectie op die hem maandenlang aan de kant hield. Bij Leeds United kwam hij hierna niet meer aan bod. 
Op 1 februari 2021 ondertekende Grot een contract tot medio 2022 bij VfL Osnabrück dat uitkomt in de 2. Bundesliga. Hij raakte al snel geblesseerd. Nadat Osnabrück naar de 3. Liga degradeerde, werd zijn contract ontbonden. Hij speelde slechts vier wedstrijden voor Osnabrück. Grot vervolgde zijn loopbaan in Denemarken bij Viborg FF. Hij speelde 50 wedstrijden, waarin hij vijftien doelpunten maakte en drie assists. In februari 2023 ondertekende hij een contract tot begin 2026 bij het Japanse Kashiwa Reysol dat uitkomt in de J1 League. Een kleine maand nadat hij vertrok uit Japan haalde Odense BK Grot terug naar Denemarken.

## Clubstatistieken
| Seizoen | Club           | Competitie     | Competitie | Competitie | Beker | Beker | Internationaal | Internationaal | Overige | Overige | Totaal | Totaal |
| Seizoen | Club           | Competitie     | Wed.       | Dlp.       | Wed.  | Dlp.  | Wed.           | Dlp.           | Wed.    | Dlp.    | Wed.   | Dlp.   |
| ------- | -------------- | -------------- | ---------- | ---------- | ----- | ----- | -------------- | -------------- | ------- | ------- | ------ | ------ |
| 2015/16 | N.E.C.         | Eredivisie     | 10         | 0          | 0     | 0     | —              | —              | —       | —       | 10     | 0      |
| 2016/17 | N.E.C.         | Eredivisie     | 20         | 5          | 0     | 0     | —              | —              | 4       | 1       | 24     | 6      |
| 2017/18 | N.E.C.         | Eerste divisie | 1          | 0          | 0     | 0     | —              | —              | —       | —       | 1      | 0      |
| 2017/18 | Leeds United   | Championship   | 20         | 1          | 3     | 0     | —              | —              | —       | —       | 23     | 1      |
| 2018/19 | → VVV-Venlo    | Eredivisie     | 33         | 6          | 1     | 0     | —              | —              | —       | —       | 34     | 6      |
| 2019/20 | → Vitesse      | Eredivisie     | 22         | 2          | 3     | 0     | —              | —              | —       | —       | 25     | 2      |
| 2020/21 | Leeds United   | Premier League | 0          | 0          | 0     | 0     | —              | —              | —       | —       | 0      | 0      |
| 2020/21 | VfL Osnabrück  | 2. Bundesliga  | 4          | 0          | 0     | 0     | —              | —              | —       | —       | 4      | 0      |
| 2021/22 | Viborg FF      | Superligaen    | 25         | 5          | 1     | 1     | —              | —              | 1       | 0       | 27     | 6      |
| 2022/23 | Viborg FF      | Superligaen    | 17         | 9          | 1     | 0     | 5              | 0              | —       | —       | 23     | 9      |
| 2023    | Kashiwa Reysol | J1 League      | 17         | 1          | 1     | 0     | —              | —              | 4       | 2       | 22     | 3      |
| 2024    | Kashiwa Reysol | J1 League      | 4          | 0          | 1     | 0     | —              | —              | 2       | 0       | 7      | 0      |
| 2024/25 | Odense BK      | 1. division    | 0          | 0          | 0     | 0     | —              | —              | —       | —       | 0      | 0      |
| Totaal  | Totaal         | Totaal         | 173        | 29         | 11    | 1     | 5              | 0              | 11      | 3       | 200    | 33     |

Bijgewerkt op 12 maart 2025.

## Interlandcarrière
Grot is Nederlands jeugdinternational en nam deel aan het EK –17 in 2015 en het EK –19 in 2017.

### Nederland onder 17
Op 13 februari 2015 debuteerde Grot voor Nederland –17 in een wedstrijd tijdens een Vierlandentoernooi in Portugal tegen Engeland –17 (0-7 overwinning).
| Interlands van Jay-Roy Grot | Interlands van Jay-Roy Grot | Interlands van Jay-Roy Grot | Interlands van Jay-Roy Grot | Interlands van Jay-Roy Grot | Interlands van Jay-Roy Grot |
| №                           | Datum                       | Wedstrijd                   | Uitslag                     | Soort Wedstrijd             | Doelpunten                  |
| Als speler bij N.E.C.       | Als speler bij N.E.C.       | Als speler bij N.E.C.       | Als speler bij N.E.C.       | Als speler bij N.E.C.       | Als speler bij N.E.C.       |
| --------------------------- | --------------------------- | --------------------------- | --------------------------- | --------------------------- | --------------------------- |
| 1                           | 13 februari 2015            | Engeland – Nederland        | 0 – 7                       | 4-Landentoernooi            | 1                           |
| 2                           | 15 februari 2015            | Nederland – Duitsland       | 0 – 1                       | 4-Landentoernooi            | 0                           |
| 3                           | 17 februari 2015            | Portugal – Nederland        | 0 – 1                       | 4-Landentoernooi            | 1                           |
| 4                           | 12 maart 2015               | Nederland – Georgië         | 2 – 0                       | Kwalificatie EK 2015        | 0                           |
| 5                           | 14 maart 2015               | Nederland – Noord-Ierland   | 1 – 1                       | Kwalificatie EK 2015        | 0                           |
| 6                           | 17 maart 2015               | België – Nederland          | 0 – 0                       | Kwalificatie EK 2015        | 0                           |
| 7                           | 14 april 2015               | Nederland – Zwitserland     | 1 – 0                       | Vriendschappelijk           | 0                           |
| 8                           | 7 mei 2015                  | Ierland – Nederland         | 0 – 0                       | EK –17                      | 0                           |
| 9                           | 10 mei 2015                 | Nederland – Engeland        | 1 – 1                       | EK –17                      | 0                           |
| 10                          | 13 mei 2015                 | Nederland – Italië          | 1 – 1                       | EK –17                      | 0                           |

### Nederland onder 18
Op 24 maart 2016 debuteerde Grot voor Nederland –18 in een vriendschappelijke wedstrijd tegen Rusland –18 (0-2 verlies).
| Interlands van Jay-Roy Grot | Interlands van Jay-Roy Grot | Interlands van Jay-Roy Grot | Interlands van Jay-Roy Grot | Interlands van Jay-Roy Grot | Interlands van Jay-Roy Grot |
| №                           | Datum                       | Wedstrijd                   | Uitslag                     | Soort Wedstrijd             | Doelpunten                  |
| Als speler bij N.E.C.       | Als speler bij N.E.C.       | Als speler bij N.E.C.       | Als speler bij N.E.C.       | Als speler bij N.E.C.       | Als speler bij N.E.C.       |
| --------------------------- | --------------------------- | --------------------------- | --------------------------- | --------------------------- | --------------------------- |
| 1                           | 24 maart 2016               | Nederland – Rusland         | 0 – 2                       | Vriendschappelijk           | 0                           |

### Nederland onder 19
Op 3 september 2015 debuteerde Grot voor Nederland –19 in een vriendschappelijke wedstrijd tegen Italië –19 (0-0).
| Interlands van Jay-Roy Grot | Interlands van Jay-Roy Grot | Interlands van Jay-Roy Grot | Interlands van Jay-Roy Grot | Interlands van Jay-Roy Grot | Interlands van Jay-Roy Grot |
| №                           | Datum                       | Wedstrijd                   | Uitslag                     | Soort Wedstrijd             | Doelpunten                  |
| Als speler bij N.E.C.       | Als speler bij N.E.C.       | Als speler bij N.E.C.       | Als speler bij N.E.C.       | Als speler bij N.E.C.       | Als speler bij N.E.C.       |
| --------------------------- | --------------------------- | --------------------------- | --------------------------- | --------------------------- | --------------------------- |
| 1                           | 3 september 2015            | Italië – Nederland          | 0 – 0                       | Vriendschappelijk           | 0                           |
| 2                           | 7 september 2015            | Nederland – Duitsland       | 1 – 2                       | Vriendschappelijk           | 0                           |
| 3                           | 3 juli 2017                 | Duitsland – Nederland       | 1 – 4                       | EK –19.                     | 1                           |
| 4                           | 6 juli 2017                 | Engeland – Nederland        | 1 – 0                       | EK –19                      | 0                           |
| 5                           | 9 juli 2017                 | Nederland – Bulgarije       | 1 – 1                       | EK –19                      | 0                           |
| 6                           | 12 juli 2017                | Portugal – Nederland        | 1 – 0                       | EK –19                      | 0                           |

### Nederland onder 20
Op 31 augustus 2017 debuteerde Grot voor Nederland –20 in een vriendschappelijke wedstrijd tegen Engeland –20 (3-0 verlies).
| Interlands van Jay-Roy Grot | Interlands van Jay-Roy Grot | Interlands van Jay-Roy Grot | Interlands van Jay-Roy Grot | Interlands van Jay-Roy Grot | Interlands van Jay-Roy Grot |
| №                           | Datum                       | Wedstrijd                   | Uitslag                     | Soort Wedstrijd             | Doelpunten                  |
| Als speler bij Leeds United | Als speler bij Leeds United | Als speler bij Leeds United | Als speler bij Leeds United | Als speler bij Leeds United | Als speler bij Leeds United |
| --------------------------- | --------------------------- | --------------------------- | --------------------------- | --------------------------- | --------------------------- |
| 1                           | 31 augustus 2017            | Engeland – Nederland        | 3 – 0                       | Vriendschappelijk           | 0                           |
| 2                           | 4 september 2017            | Nederland – Portugal        | 1 – 0                       | Elite League                | 0                           |
| 3                           | 5 oktober 2017              | Nederland – Duitsland       | 0 – 1                       | Vriendschappelijk           | 0                           |
| 4                           | 9 november 2017             | Nederland – Zwitserland     | 1 – 0                       | 8-Landentoernooi            | 0                           |
| 5                           | 14 november 2017            | Italië – Nederland          | 1 – 0                       | 8-Landentoernooi            | 0                           |
| Als speler bij VVV-Venlo    |                             |                             |                             |                             |                             |
| 6                           | 12 oktober 2018             | Duitsland – Nederland       | 1 – 1                       | Vriendschappelijk           | 0                           |
| 7                           | 22 maart 2019               | Nederland – Mexico          | 3 – 2                       | Vriendschappelijk           | 0                           |
| 8                           | 25 maart 2019               | Tsjechië – Nederland        | 0 – 2                       | Vriendschappelijk           | 1                           |

### Jong Oranje
Op 16 november 2018 debuteerde Grot voor Jong Oranje in een vriendschappelijke wedstrijd tegen Jong Duitsland (3-0 verlies).
| Interlands van Jay-Roy Grot | Interlands van Jay-Roy Grot | Interlands van Jay-Roy Grot | Interlands van Jay-Roy Grot | Interlands van Jay-Roy Grot | Interlands van Jay-Roy Grot |
| №                           | Datum                       | Wedstrijd                   | Uitslag                     | Soort Wedstrijd             | Doelpunten                  |
| Als speler bij VVV-Venlo    | Als speler bij VVV-Venlo    | Als speler bij VVV-Venlo    | Als speler bij VVV-Venlo    | Als speler bij VVV-Venlo    | Als speler bij VVV-Venlo    |
| --------------------------- | --------------------------- | --------------------------- | --------------------------- | --------------------------- | --------------------------- |
| 1                           | 16 november 2018            | Duitsland – Nederland       | 3 – 0                       | Vriendschappelijk           | 0                           |

## Persoonlijk
Hij is een neef van voormalig N.E.C.-spelers Guillano en Sherwin Grot.